# جبل سوده
جبل سوده (عربی: جَبَل ٱلسّوْدَة) قله‌ای در عربستان سعودی است که ادعا می‌شود با ارتفاع ۳٬۱۳۳ بلندترین قله این کشور به‌شمار است.
در سال ۲۰۱۸ با دستگاه GPS، ارتفاع این کوه ۲٬۹۹۸٫۷ متر اندازه‌گیری شد که ۲٫۹ متر کمتر از قله جبل فروه است که در شرق جبل سوده قرار دارد. مقادیر اندازه‌گیری‌شده با داده‌های مأموریت مکان‌نگاری شاتل رادار () مطابقت دارند.
روستای السوده در نزدیکی این قله قرار دارد. این روستا مرکزی توریستی است و دارای تله‌کابین تا قله کوه است.